# 国家奥林匹克体育中心体育馆

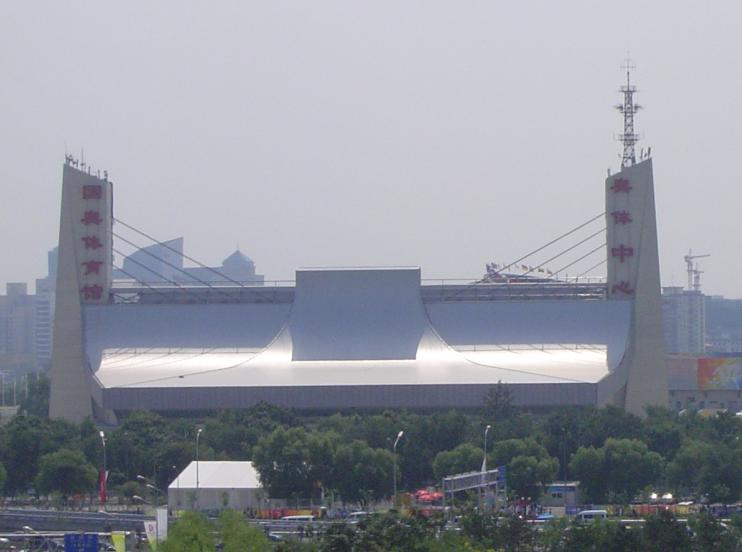
奧體中心體育館

奧體中心體育館是2008年北京奧運的比賽場館之一，體育館是於1989年為1年後的亞運會而興建，2007年9月13日，改造工程完成。
會於奧運以及殘疾奧運會舉行手球初賽與四強賽及坐式排球的北京奧體中心體育館會進行改建和擴建，面積達4.7萬平方米。
另外在北京奧運期間，亦會舉行北京2008武術比賽。